# Planalto Paulista

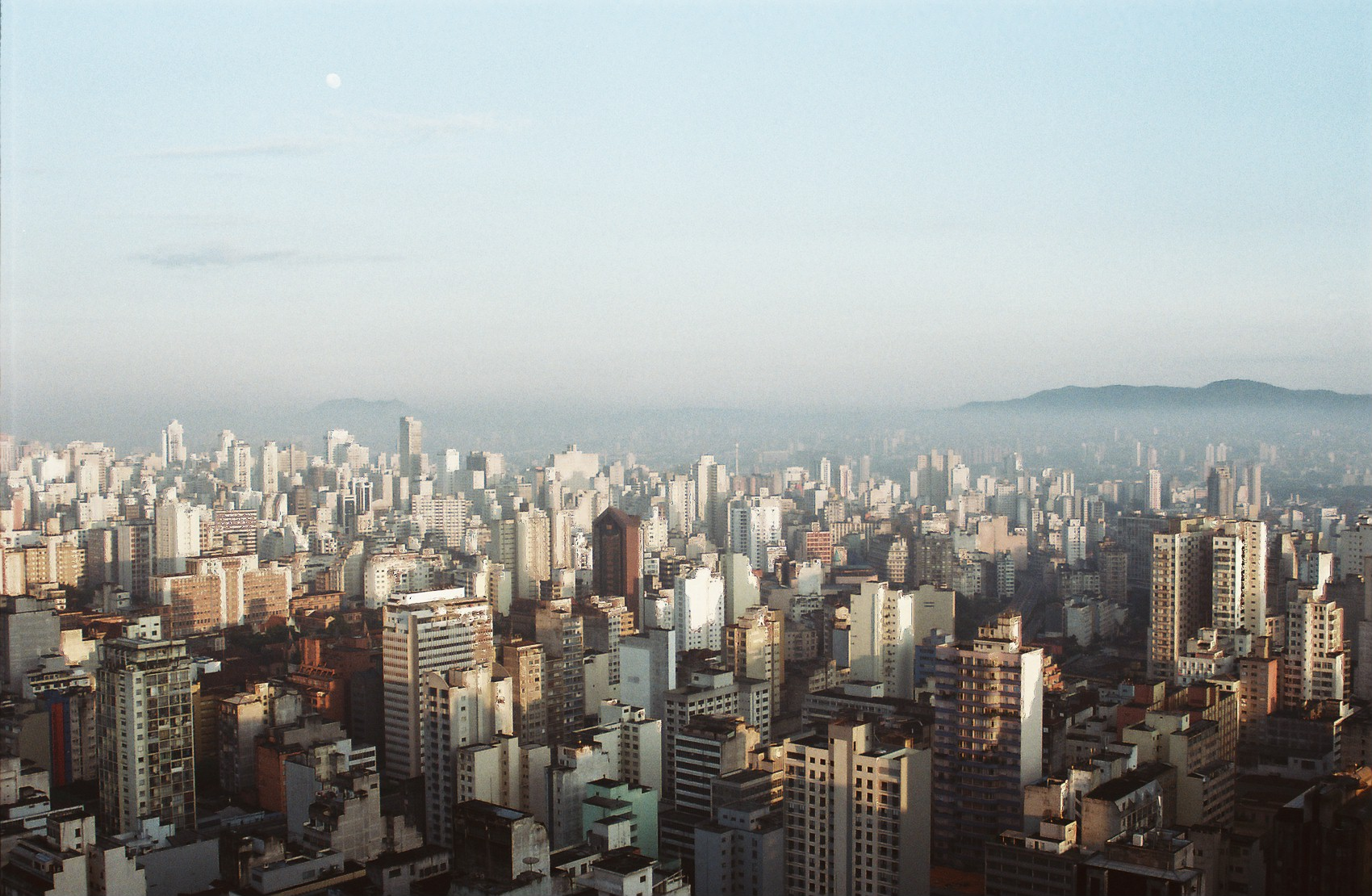
A cidade de São Paulo se localiza no coração do Planalto Paulista

O Planalto Paulista é uma região geográfica do estado de São Paulo, no Brasil, localizada entre a Serra do Mar e a cidade de Campinas. Tem uma topografia média de 770 metros acima do nível do mar e compreende toda a Região Metropolitana de São Paulo e algumas cidades adjacentes a esta como, por exemplo, Jundiaí e Ibiúna. Está encravado entre as Serras da Cantareira e do Mar que forma um vale alto entre estes dois acidentes geográficos.

## História
A região foi, desde os primórdios da colonização de origem europeia (Capitania de São Vicente) até os dias atuais, a mais importante política e economicamente de São Paulo. Em grande parte, devido à sua localização privilegiada e à presença de campos em vez da floresta densa própria do litoral do Brasil.
O geógrafo Aziz Nacib Ab'Sáber assim definiu o planalto:
"Para aqueles que vinham do litoral, através das densas matas da Serra do Mar e dos morros do reverso da serra, os primeiros descampados naturais estavam nas largas planícies do rio Tamanduateí: daí o nome Santo André da Borda do Campo."